# Kanton Longueville-sur-Scie
Der Kanton Longueville-sur-Scie war bis 2015 ein französischer Wahlkreis im Arrondissement Dieppe, im Département Seine-Maritime und in der Region Haute-Normandie; sein Hauptort war Longueville-sur-Scie, Vertreter im Generalrat des Départements war zuletzt von 2004 bis 2015 Serge Boulanger (PS). 
Der Kanton Longueville-sur-Scie war 123,43 km² groß und hatte (2006) 7.436 Einwohner, was einer Bevölkerungsdichte von 60 Einwohnern pro km² entsprach. Er lag im Mittel auf 87 Meter über dem Meeresspiegel, zwischen 14 m in Saint-Germain-d’Étables und 176 m in Muchedent. 

## Gemeinden
Der Kanton bestand aus 23 Gemeinden:
| Gemeinde                  | Einwohner Jahr | Fläche km² | Bevölkerungsdichte | Code INSEE | Postleitzahl |
| ------------------------- | -------------- | ---------- | ------------------ | ---------- | ------------ |
| Anneville-sur-Scie        | 442 (2014)     | 5,41       | 82 Einw./km²       | 76019      | 76590        |
| Belmesnil                 | 464 (2014)     | 3,03       | 153 Einw./km²      | 76075      | 76590        |
| Bertreville-Saint-Ouen    | 358 (2014)     | 6,67       | 54 Einw./km²       | 76085      | 76590        |
| Le Bois-Robert            | 331 (2014)     | 4,95       | 67 Einw./km²       | 76112      | 76590        |
| Le Catelier               | 242 (2014)     | 3,84       | 63 Einw./km²       | 76162      | 76590        |
| Les Cent-Acres            | 62 (2014)      | 5,08       | 12 Einw./km²       | 76168      | 76590        |
| La Chapelle-du-Bourgay    | 129 (2014)     | 2,99       | 43 Einw./km²       | 76170      | 76590        |
| La Chaussée               | 572 (2014)     | 8,08       | 71 Einw./km²       | 76173      | 76590        |
| Criquetot-sur-Longueville | 212 (2014)     | 7,22       | 29 Einw./km²       | 76197      | 76590        |
| Crosville-sur-Scie        | 242 (2014)     | 3,51       | 69 Einw./km²       | 76205      | 76590        |
| Dénestanville             | 253 (2014)     | 2,69       | 94 Einw./km²       | 76214      | 76590        |
| Heugleville-sur-Scie      | 622 (2014)     | 13,09      | 48 Einw./km²       | 76360      | 76720        |
| Lintot-les-Bois           | 185 (2014)     | 2,81       | 66 Einw./km²       | 76389      | 76590        |
| Longueville-sur-Scie      | 975 (2014)     | 3,96       | 246 Einw./km²      | 76397      | 76590        |
| Manéhouville              | 218 (2014)     | 4,28       | 51 Einw./km²       | 76405      | 76590        |
| Muchedent                 | 129 (2014)     | 7,05       | 18 Einw./km²       | 76458      | 76590        |
| Notre-Dame-du-Parc        | 153 (2014)     | 3,01       | 51 Einw./km²       | 76478      | 76590        |
| Saint-Crespin             | 290 (2014)     | 6,35       | 46 Einw./km²       | 76570      | 76590        |
| Saint-Germain-d’Étables   | 269 (2014)     | 7,26       | 37 Einw./km²       | 76582      | 76590        |
| Saint-Honoré              | 190 (2014)     | 3,02       | 63 Einw./km²       | 76589      | 76590        |
| Sainte-Foy                | 572 (2014)     | 7          | 82 Einw./km²       | 76577      | 76590        |
| Torcy-le-Grand            | 744 (2014)     | 8,75       | 85 Einw./km²       | 76697      | 76590        |
| Torcy-le-Petit            | 500 (2014)     | 3,66       | 137 Einw./km²      | 76698      | 76590        |

## Bevölkerungsentwicklung
| 1962  | 1968  | 1975  | 1982  | 1990  | 1999  | 2006  | 2008  | 2009  | 2011  | 2012  | 2013  | 2014  |
| ----- | ----- | ----- | ----- | ----- | ----- | ----- | ----- | ----- | ----- | ----- | ----- | ----- |
| 5.682 | 6.149 | 6.046 | 6.684 | 7.080 | 7.091 | 7.436 | 7.726 | 7.814 | 7.974 | 8.022 | 8.091 | 8.154 |